# Associazione Calcio Bellaria Igea Marina 2009-2010
Questa pagina raccoglie le informazioni riguardanti l'Associazione Calcio Bellaria Igea Marina nelle competizioni ufficiali della stagione 2009-2010.

## Rosa
| N. |                   | Ruolo | Calciatore        |
| -- | ----------------- | ----- | ----------------- |
|    | Italia (bandiera) | D     | Marco Arrigoni    |
|    | Italia (bandiera) | C     | Marco Brighi      |
|    | Italia (bandiera) | C     | Alessio Briglia   |
|    | Italia (bandiera) | D     | Michele Camillini |
|    | Italia (bandiera) | D     | Simone Camolese   |
|    | Italia (bandiera) | A     | Gianluca Carestia |
|    | Italia (bandiera) | A     | Leonardo Cisterni |
|    | Italia (bandiera) | A     | Stefano Crisci    |
|    | Italia (bandiera) | A     | Alessandro Elia   |
|    | Italia (bandiera) | C     | Stefano Fantoni   |
|    | Italia (bandiera) | D     | Manuel Ferrani    |
|    | Italia (bandiera) | C     | Mattia Lerda      |

| N. |                       | Ruolo | Calciatore         |
| -- | --------------------- | ----- | ------------------ |
|    | Italia (bandiera)     | D     | Giuliano Morena    |
|    | Italia (bandiera)     | D     | Giuseppe Nazzani   |
|    | Italia (bandiera)     | C     | Giacomo Nobili     |
|    | Italia (bandiera)     | D     | Giordano Paganotto |
|    | Italia (bandiera)     | A     | Saverio Pedalino   |
|    | Italia (bandiera)     | D     | Enrico Pezzi       |
|    | Italia (bandiera)     | P     | Saul Santarelli    |
|    | Italia (bandiera)     | D     | Francesco Severi   |
|    | San Marino (bandiera) | P     | Aldo Simoncini     |
|    | Italia (bandiera)     | C     | Amedeo Tacchinardi |
|    | Italia (bandiera)     | C     | Ivano Trotta       |
|    | Canada (bandiera)     | A     | Julian Uccello     |